# Cechy demaskujące
Cechy demaskujące – szczególne właściwości stanów i zachowań umożliwiające wykrycie lub ustalenie określonych obiektów, zamiarów i działań przeciwnika. Do najważniejszych cech demaskujących zalicza się charakterystyczne kontury obiektów, cienie, barwy powierzchni i blask obiektu oraz specyficzne właściwości działania, pracy lub zachowania się wojsk przeciwnika.